# Mimosa adenantheroides
Mimosa adenantheroides là một loài thực vật có hoa trong họ Đậu. Loài này được (M.Martens & Galeotti) Benth. miêu tả khoa học đầu tiên.